# Ataman koszowy
Ataman koszowy (lub koszowy, ukr. кошовий отаман) – najwyższa funkcja z wyboru na Siczy Zaporoskiej. Naczelnik kosza wojska Kozaków zaporoskich. 
Koszowego wybierano na okres jednego roku spośród wszystkich Kozaków kosza (obozu kozackiego) podczas zwoływanej specjalnej „rady”. Jeśli nie został ponownie wybrany, stawał się znów szeregowym kozakiem kosza. Jednoczył w swoim ręku władzę wojskową, administracyjną, sądowniczą.
W czasie pokoju był zarządcą majątku Siczy i najwyższym sędzią. Podczas wojny był głównodowodzącym i otrzymywał uprawnienia dyktatorskie. Oznaką sprawowanej funkcji była buława.